# Daughters of Revolution
Daughters of Revolution es una pintura de 1932 del artista estadounidense Grant Wood; reclamó que era su única sátira.

## Origen
En 1927, Wood recibió el encargo de crear una vidriera para el Veterans Memorial Coliseum en Cedar Rapids, Iowa. Descontento con la calidad del vidrio local, utilizó vidrio fabricado en Alemania. El capítulo local de las Hijas de la Revolución estadounidense (Daughters of the American Revolution, DAR) se quejó sobre el uso de material alemán para un monumento de la Primera Guerra Mundial, ya que Alemania había sido enemiga de los EE. UU. en aquella guerra. Expresaron un persistente sentimiento antialemán en sociedad, y otras personas en Cedar Rapids también protestaron por el material alemán. Como resultado, la ventana no fue dedicada hasta 1955.
Se dice que Wood describió al DAR como "esas señoras conservadoras" y "personas que están intentando instalar una aristocracia de nacimiento en una República". Cinco años más tarde pintó Daughters of Revolution (Hijas de la Revolución), el cual describió como su única sátira. En un plano cercano, enfatizó el contraste de tres mujeres ancianas con vestidos en tonos apagados, la segunda sujetando afectadamente una taza de té de porcelana, enmarcadas contra una reproducción en blanco y negro de la icónica pintura heroica de Washington cruzando el Delaware, la cual, irónicamente, fue pintada en Alemania por el artista germano alemán Emanuel Leutze. Wood las representó con vestidos de su madre, incluyendo un cuello de encaje y un broche de ámbar que le compró en Alemania.

## Crítica
Los críticos han comentado sobre la yuxtaposición de estas mujeres y la pintura de George Washington retratado en una de sus hazañas militares. Basado en la biografía de Tripp Evans Grant Wood, A Life (2010), Henry Adams en su reseña dice que la obra representa no a mujeres sino a hombres: los padres fundadores como figuras travestidas, delante de una recreación de Washington cruzando el Delaware. Evans analiza la supuesta homosexualidad de Wood en su libro, así como su fascinación con lo que Adams describe como "cambios de género".
En su reseña del libro de Evans, Deborah Solomon cree que exagera el caso de Wood como homosexual y empuja demasiado este punto de vista al interpretar sus trabajos. Argumenta que Wood podría ser mejor descrito como asexual. Solomon encuentra a Wood obsesionado con los muertos, y dice " anhelaba la compañía de los muertos y retrocedió en el tiempo en sus encantadoras y elegíacas pinturas. Merece ser recordado como uno de los excéntricos esenciales del arte estadounidense." Wood mismo llamó a la obra "Una pintura bastante podrida. Llevada por su tema."